# DTMF

Тональний набір, тональний сигнал (англ. Dual-Tone Multi-Frequency, DTMF) — двотональний багаточастотний аналоговий сигнал, використовуваний для набору телефонного номера. Сфера застосування тональних сигналів: автоматична телефонна сигналізація між пристроями, а також ручне введення абонентом для різних інтерактивних систем, наприклад голосової автовідповіді. DTMF використовує смугу частот, що відповідає телефонії.

## Формат сигналу
| 1       | 2       | 3       | A       | 697 Гц |
| 4       | 5       | 6       | B       | 770 Гц |
| 7       | 8       | 9       | C       | 852 Гц |
| *       | 0       | #       | D       | 941 Гц |
| 1209 Гц | 1336 Гц | 1477 Гц | 1633 Гц |        |

Для кодування символу в DTMF сигнал необхідно додати два синусоїдних сигнали. Частоти синусоїд беруться з наведеної вище таблиці зі стовпця і рядка, що відповідають символу, що передається.

## Використання
Декілька років пасажири метро Києва мали змогу чути DTMF при прибутті на станцію та на початку руху поїзда. Сигнал був інтегрований до оповіщення назв станції та попередження про закриття дверей та використовувався для відображення відповідного повідомлення на моніторах всередині вагонів.